# Selección de baloncesto sub-18 de China Taipéi
La Selección de baloncesto sub-17 de China Taipéi es el equipo formado por jugadores de nacionalidad taiwanesa entre los 17 a 16 años, que representa a la Asociación de Baloncesto de China Taipéi en las competiciones internacionales organizadas por la Federación Internacional de Baloncesto (FIBA): el Campeonato Mundial de Baloncesto Sub-17 y el Campeonato FIBA Asia Sub-17.

## Participaciones

### Campeonato FIBA Asia Sub-16
| Año  | Sede                 | Posición                                      |
| ---- | -------------------- | --------------------------------------------- |
| 2009 | Johor Bahru, Malasia | 5°                                            |
| 2011 | Nha Trang, Vietnam   | 9°                                            |
| 2013 | Teherán, Irán        | 4°                                            |
| 2015 | Yakarta, Indonesia   | 2°                                            |
| 2017 | Foshán, China        | 9°                                            |
| 2019 | Beirut, Líbano       | Cancelado por la pandemia de COVID-19 en Asia |

### Campeonato Mundial de Baloncesto Sub-17
| Año  | Sede                          | Posición       |
| ---- | ----------------------------- | -------------- |
| 2010 | Hamburgo, Alemania            | No clasificó   |
| 2012 | Kaunas, Lituania              | No clasificó   |
| 2014 | Dubái. Emiratos Árabes Unidos | No clasificó   |
| 2016 | Zaragoza, España              | Fase de grupos |
| 2018 | Santa Fe y Rosario, Argentina | No clasificó   |
| 2020 | Sofía, Bulgaria               | No clasificó   |